# Szeged Kultúrájáért díj
A Szeged Kultúrájáért díjat Szeged Megyei Jogú Város Közgyűlése alapította kitüntetéseinek alapításáról és adományozásáról szóló – többször módosított – 17/1993. (VII. 10.) Kgy. sz. rendelete alapján, először 2001-ben adták át. A díj tevékenységük révén Szegedhez kötődő személyeknek adományozható, akik Szeged város kulturális közéletében meghatározó személyiségek, illetve érdemeket szereztek a kulturális örökségek megóvásában, tevékenységükkel,  alkotásaikkal országos és nemzetközi elismerést szereztek, ezzel is hozzájárulva Szeged város értékeinek gyarapításához.
Évente három Szeged Kultúrájáért díj adományozható.
A díj aranygyűrűből és a hozzátartozó díszes oklevélből áll. Az aranygyűrű egy pecsétgyűrű; fejrésze vésetében Szeged címere és az adományozás éve látható. Az oklevél tartalmazza az adományozó megnevezését, a város címerét, a közgyűlési határozat számát, a Szeged Kultúrájáért díjban részesült nevét és foglalkozását, az adományozás jogcímét, az adományozás keltét, a polgármester és a jegyző aláírását, továbbá az önkormányzat hivatalos bélyegzőjének lenyomatát. Minden évben A magyar kultúra napjához kapcsolódó városi ünnepség keretében adják át.

## Díjazottak
- 2001 – Gyüdi Sándor igazgató-karnagy; Papp György grafikus- és tűzzománc-művész; Simai Mihály József Attila-díjas költő
- 2002 – Király Levente Kossuth-díjas színművész; Meszlényi László zenetörténész; Orbán Hédi, a Százszorszép Gyermekház igazgatónője
- 2003 – Dr. Berekné Dr. Petri Ildikó, a Kulturális Bizottság volt elnöke; Dr. Gősi Gábor, a Vadaspark igazgatója; Dr. Simoncsics János, a Bartók Béla Művelődési Központ igazgatója
- 2004 – Dobos Kati színművésznő; Szecsődi Ferenc hegedűművész; Váradi F. Péter mecénás
- 2005 – Erdős János karnagy; Nagyné Török Gizella népi iparművész, gyékényszobrász; Petróczi Sándor a Szegedi Mozgókép Kht. igazgatója
- 2006 – Kiss Ernő, a Bálint Sándor Művelődési Ház igazgatója; Lipták Mária, a Móra Ferenc Múzeum munkatársa; Tajti Gabriella, a Szegedi Tudományegyetem Kulturális Irodájának a vezetője
- 2007 – Kerek Attila, az önkormányzat rendezvényreferense; Maczelka Noémi, zongoraművész, tanszékvezető főiskolai docens; Pataki András, a Szegedi Kortárs Balett igazgatója
- 2008 – Juronics Tamás balett-művész, koreográfus; Tandi Lajos újságíró, művészeti író; Vajda Júlia operaénekes
- 2009 – Csőke József filmrendező; Kerek Ferenc zongoraművész, dékán; Pál Tamás karmester
- 2010 – Darvasi László író; Fekete Gizi színművész; Kosztándi István hegedűművész
- 2011 – Fábri-Ivánovics Tünde népdalénekes; Nikolényi István újságíró, színházigazgató; Szöllősy József hegedűművész
- 2012 – Dr. Hencz Péter orvos; Dr. Majzik István ügyvezető; Zombori László festőművész[1]
- 2013 – Lapis András szobrászművész; Szonda Éva operaénekes; Tóbiás Klára szobrász, tűzzománc-művész[2]
- 2014 – Beliczai Mária szobrászművész; Nagy Imre Erik zeneszerző; Balog József újságíró, színházi szakember[3]
- 2015 – Bodóné Péni Erika népművelő; Dr. Dombiné Dr. Kemény Erzsébet zongoraművész, tanár; Dr. Gyémánt Csilla színháztörténész[4]
- 2016 – Kerek Attiláné együttesvezető, koreográfus; Szabó Tamás restaurátorművész; Szurdi Zsolt tanár, zenész, a Szegedi Rock Klub vezetője[5]
- 2017 – Ábrahám Vera nyugalmazott könyvtáros; Nagy Károly festőművész; Szűcsné Kolonics Erika közművelődési szakember[6]
- 2018 – Natalia Gorbunova hárfaművész; Szvobodáné Piacsek Ilona néptáncos, népi iparművész; Rácz Tibor színművész[7]
- 2019 – Jarabekné Treplán Katalin közművelődési szakember; Koczka Ferenc karmester; Maderspach Katalin biológus kutató[8]
- 2020 – Jakab Tamás színművész; Klebniczky György zongoraművész, zeneszerző; Patyi Zoltán néptáncos, népzenész[9]
- 2021 – Andóczi Balogh Éva könyvtáros; Cseh Antal operaénekes[10]
- 2022 – Apró ferenc helytörténész; Kiszin Miklós zenepedagógus, bőgőművész[11]
- 2023 − Borovics Tamás színművész; Fagler Erika zenepedagógus, karvezető[12]
- 2024 – Gömöri Krisztián színművész; Molnár László karmester[13]
- 2025 – Andrejcsik István operaénekes, művésztanár; Balázs-Piri Soma zongoraművész[14]